# Ramin Jahanbegloo
Ramin Jahanbegloo   (Teheran, 1956) és un filòsof polític iranià, conegut per la seva posició a favor de la democràcia, la no-violència i l'obertura del seu país a Occident. És cosí del filòsof Seyyed Hossein Nasr.

## Biografia
Es va doctorar en Filosofia a la Universitat de la Sorbona a París i després va prosseguir els seus estudis de postgrau a Harvard. A finalitats dels noranta fou professor adjunt al departament de ciències polítiques de la Universitat de Toronto, on va continuar la seva recerca. Posseïdor de la doble nacionalitat iranocanadenca, es va casar i va tenir un fill.
És un dels membres més influents del moviment intel·lectual iranià. Ha contribuït de forma significativa a la comprensió de la filosofia occidental a l'Iran i ha escrit en francès, anglès i persa una vintena de llibres i nombrosos articles sobre filosofia occidental i modernitat.
Ha entrevistat a nombrosos intel·lectuals arreu del món, entre ells Isaiah Berlin, George Steiner i Noam Chomsky. És un dels primers filòsofs de l'Iran que han començat a parlar de les fonts filosòfiques de la noviolència, i s'ha interessat per Mahatma Gandhi.
A Iran dirigeix el Departament d'Estudis Contemporanis de l'Oficina de Recerca Cultural i ha fundat la revista intel·lectual Diàleg. Col·labora també amb nombrosos mitjans de comunicació com a especialista en la qüestió iraniana.

### Detenció
Després de l'elecció del nou president conservador Mahmoud Ahmadinejad al juny de 2005, es va posicionar obertament contra la política del nou govern. El 2005 va organitzar a la Casa dels Artistes de Teheran una sèrie de seminaris sobre el pensament francès del segle xx. Al maig de 2006, a la seva tornada d'Índia, on acabava de passar alguns mesos, va ser arrestat en l'aeroport de Teheran pel govern iranià.
El 3 de maig els funcionaris judicials iranians van confirmar que havia estat arrestat i empresonat a la presó d'Evine. Una font no confirmada va indicar a l'Agència de premsa Fars que hauria estat arrestat «per raons de seguretat i per espionatge», la qual cosa a l'Iran és susceptible de greus penes. De fet, la qual cosa li seria realment retret és haver criticat el gener de 2006 en el periòdic El País la presa de posició negacionista del president iranià sobre l'Holocaust.
El quatre de maig, un dels seus amics va parlar del seu trasllat a l'hospital. L'intel·lectual Mohsen Kadivar va declarar «Com ja ha ocorregut en el passat, Jahanbegloo ha estat arrestat en condicions dubtoses abans de ser jutjat. Aquest incident mostra que és la regla de l'arbitrarietat la que reina a l'Iran», mentre que el ministre de cultura Safar Harandi va declarar «cerquem esclarir les raons d'aquest arrest i hem demanat a la justícia que ens digui què ha estat d'això».
El 5 de maig, Human Rights Watch va expressar les seves inquietuds a propòsit de l'arrest de Ramin Jahanbegloo i va demanar la seva llibertat immediata.
L'11 de maig, es va llançar una crida per nombrosos intel·lectuals per demanar la seva llibertat. El diari iranià Jomhouri-e Eslami el va acusar de tenir vincles amb la Central Intelligence Agency (CIA) i amb el Mossad. Poc després, un grup liderat pel Premi Nobel de la Pau Shirin Ebadi va mostrar la seva preocupació per la detenció irregular. També es va mostrar preocupat el Consell de la Unió Europea, emetent una nota de premsa.
El 19 de maig es va publicar una carta signada per més de 400 figures internacionals, incloent premis Nobel i activistes pels drets humans, on es demanava el seu alliberament immediat. Entre els signataris hi havia Noam Chomsky, John Maxwell Coetzee, Shirin Ebadi, Umberto Eco, Jürgen Habermas, Timothy Garton Ash, Leszek Kołakowski, Antonio Negri, Richard Rorty, Krzysztof Zanussi, i Howard Zinn.
El 13 de juny Reuters va publicar que Jahanbegloo no podia disposar d'un advocat durant els interrogatoris.
El 10 de juliol el Consell de la Unió Europea va tornar a emetre un nou comunicat, expressant la seva preocupació. Finalment, Jahanbegloo seria posat en llibertat el 30 d'agost de 2006, després de quatre mesos de confinament. Va explicar aquest període en el seu llibre de 2014 Time Will Say Nothing: A Philosopher Survives an Iranian Prison.

### Carrera posterior
El 2006 i 2007 va treballar com a professor Rajni Kothari al Centre for the Study of Developing Societies de Nova Delhi, Índia. El gener de 2008 va tornar a la Universitat de Toronto com a professor de ciències polítiques, i com a investigador al Trinity College. El 2009 va publicar un llibre Talking Architecture: Raj Rewal In Conversation With Ramin Jahanbegloo. Actualment treballa com a vicerector la universitat O.P Jindal Global University i director del centre d'estudis Mahatma Gandhi.
El gener de 2021, fou una de les 50 personalitats que signar el manifest «Dialogue for Catalonia», promogut per Òmnium Cultural i publicat a The Washington Post i The Guardian, a favor de l'amnistia dels presos polítics catalans i del dret d'autodeterminació en el context del procés independentista català. Els signants lamentaren la judicialització del conflicte polític català i conclogueren que aquesta via, lluny de resoldre'l, l'agreuja: «ha comportat una repressió creixent i cap solució». Alhora, feren una crida al «diàleg sense condicions» de les parts «que permeti a la ciutadania de Catalunya decidir el seu futur polític» i exigiren la fi de la repressió i l'amnistia per als represaliats.

## Obres
- L'obligació moral de desobeir (Arcàdia, 2019)[23][24]
- Introducció a la noviolència (Pagès Editors, 2017)[25]
- L'hora de Gandhi (Galaxia Gutenberg, 2012)
- Talking Architecture: Raj Rewal In Conversation With Ramin Jahanbegloo (2009)
- The Clash of Intolerances (2007)
- Talking India: Conversations with Ashis Nandy (2006)
- Iran: Between Tradition and Modernity (Global Encounters) (2004)
- Gandhi: Aux sources de la non-violence: Thoreau, Ruskin, Tolstoi (Le temps et les mots)
- Conversations with Isaiah Berlin (1991)